# United Aircraft
A United Aircraft Corporation foi uma fabricante de aviões americana, formada pela divisão forçada das áreas de negócio da United Aircraft and Transport Corporation em 1934. Em 1975, a compania se tornou a United Technologies Corporation.